# Tournoi d'ouverture du championnat d'Argentine de football 1992
Navigation
Saison précédente Tournoi suivant
Le tournoi d'ouverture de la saison 1992 du Championnat d'Argentine de football est le premier tournoi semestriel de la 63e édition du championnat de première division en Argentine. Les vingt équipes sont regroupées au sein d'une poule unique où elles affrontent une fois chacun de leurs adversaires. Il n'y a ni promotion, ni relégation à l'issue de ce tournoi.
C'est le club de Boca Juniors qui remporte le tournoi après avoir terminé en tête du classement final, avec quatre points d'avance sur un duo composé du tenant du titre, River Plate et de San Lorenzo de Almagro. C'est le 22e titre de champion d'Argentine de l'histoire du club.

## Qualifications continentales
Le vainqueur du tournoi Ouverture est qualifié pour la Copa Libertadores 1994.

## Les clubs participants
| \| Buenos Aires La Plata Rosario Córdoba Tucumán Corrientes \| Villes représentées lors de la saison 1992-1993 |
| Buenos Aires La Plata Rosario Córdoba Tucumán Corrientes                                                       |

- Argentinos Juniors
- Gimnasia y Esgrima (La Plata)
- Talleres (Córdoba)
- Rosario Central
- Belgrano (Córdoba)
- Boca Juniors
- Ferro Carril Oeste
- Estudiantes (La Plata)
- Deportivo Español
- Independiente
- Newell's Old Boys (Rosario)
- Platense
- Racing Club
- San Lorenzo de Almagro
- Deportivo Mandiyú (Corrientes)
- Huracán
- River Plate
- Vélez Sársfield
- Lanús - Promu de Primera B Nacional
- San Martín (Tucumán) - Promu de Primera B Nacional

## Compétition
Le barème utilisé pour établir le classement est le suivant :
- Victoire : 2 points
- Match nul : 1 point
- Défaite : 0 point

### Classement
| Rang | Équipe                         | Pts | J  | G  | N  | P  | Bp | Bc | Diff |
| ---- | ------------------------------ | --- | -- | -- | -- | -- | -- | -- | ---- |
| 1    | Boca Juniors                   | 27  | 19 | 10 | 7  | 2  | 24 | 11 | +13  |
| 2    | River PlateT -2                | 23  | 19 | 10 | 5  | 4  | 28 | 13 | +15  |
| 3    | San Lorenzo de Almagro         | 23  | 19 | 9  | 5  | 5  | 28 | 19 | +9   |
| 4    | Ferro Carril Oeste             | 22  | 19 | 6  | 10 | 3  | 16 | 9  | +7   |
| 5    | Huracán                        | 22  | 19 | 9  | 4  | 6  | 26 | 22 | +4   |
| 6    | Vélez Sársfield                | 21  | 19 | 8  | 5  | 6  | 23 | 15 | +8   |
| 7    | Estudiantes (La Plata)         | 20  | 19 | 7  | 6  | 6  | 21 | 14 | +7   |
| 8    | Belgrano (Córdoba)             | 20  | 19 | 7  | 6  | 6  | 22 | 22 | 0    |
| 9    | LanúsP                         | 20  | 19 | 8  | 4  | 7  | 22 | 22 | 0    |
| 10   | Talleres (Córdoba) -2          | 20  | 19 | 6  | 8  | 5  | 18 | 20 | -2   |
| 11   | Deportivo Español              | 19  | 19 | 7  | 5  | 7  | 19 | 18 | +1   |
| 12   | San Martín (Tucumán)P -2       | 18  | 19 | 6  | 8  | 5  | 18 | 14 | +4   |
| 13   | Deportivo Mandiyú (Corrientes) | 18  | 19 | 5  | 8  | 6  | 21 | 24 | -3   |
| 14   | Rosario Central                | 18  | 19 | 7  | 4  | 8  | 19 | 29 | -10  |
| 15   | Independiente                  | 17  | 19 | 5  | 7  | 7  | 15 | 22 | -7   |
| 16   | Racing Club                    | 15  | 19 | 4  | 7  | 8  | 14 | 20 | -6   |
| 17   | Gimnasia y Esgrima (La Plata)  | 15  | 19 | 4  | 7  | 8  | 19 | 27 | -8   |
| 18   | Platense                       | 14  | 19 | 3  | 8  | 8  | 16 | 21 | -5   |
| 19   | Argentinos Juniors             | 14  | 19 | 3  | 8  | 8  | 17 | 25 | -8   |
| 20   | Newell's Old Boys (Rosario)    | 10  | 19 | 3  | 4  | 12 | 12 | 31 | -19  |

|  | Qualification directe pour la Copa Libertadores 1994     |
|  | T : Tenant du titre P : Club promu de Primera B Nacional |

## Bilan de la saison
| Championnat d'Argentine de football 1992 |                          |
| Champion                                 | Boca Juniors (22e titre) |
| Qualifications continentales             |                          |
| Copa Libertadores 1994                   | Boca Juniors             |
| Promotions et relégations                |                          |
| Promus en Primeria Division              | Aucun                    |
| Relégués en Segunda Division             | Aucun                    |